# Lado Bizovičar
Vladimir »Lado« Bizovičar, slovenski televizijski voditelj, pevec in igralec, * 3. september 1976

## Življenje
Prvotno je nastopal kot pevec fantovske skupine G.R.O.M. in rokovske skupine O.S.T.  
Skupaj z Anjo Križnik Tomažin je 5 let vodil oddajo Tistega lepega popoldneva poznano tudi kot TLP, skupaj z Jurijem Zrnecem pa je vodil tudi humoristično oddajo As ti tud not padu!?, za katero sta skupaj prejela tri viktorje. Vodi oddajo Avtokaraoke na POP TV ter je žirant v oddajah Slovenija ima talent in Zvezde plešejo.  
Igral je tudi v gledališču, njegove bolj znane komedije so med drugim Fotr in 5moških.com, ter monokomediji Slovenska muska od A do Ž in njeno nadaljevanje Slovenska literatura od A do Ž. Trenutno z Janezom Hočevarjem - Rifletom igra v predstavi Čakalnica SitiTeatra. Ima pa tudi svojo novo predstavo Predstava za vsako priložnost. 
Od leta 2020 se pojavlja v oglasih za trgovsko verigo Hofer.

### Zasebno
Z Anelo Šabanagić ima dva otroka.